# San Lourenzo de Carboeiro
San Lourenzo de Carboeiro és un antic monestir benedictí actualment abandonat i en procés de restauració a la vora del riu Deza, a la parròquia de Santa María de Carboeiro, (municipi de Silleda, província de Pontevedra, Galícia). L'església és una de les obres arquitectòniques d'estil romànic més destacades de Galícia.
El cenobi va ser fundat al segle x i va viure la seva major esplendor entre els segles xi i xiii, per després perdre gran part de la seva influència i el seu estatus abacial i quedar abandonat després de la desamortització de Mendizábal, el 1835. Durant la segona meitat del segle XX s'han dut a terme diversos treballs de restauració que han aconseguit conservar l'arquitectura del temple i algunes de les dependències monacals.

## Història

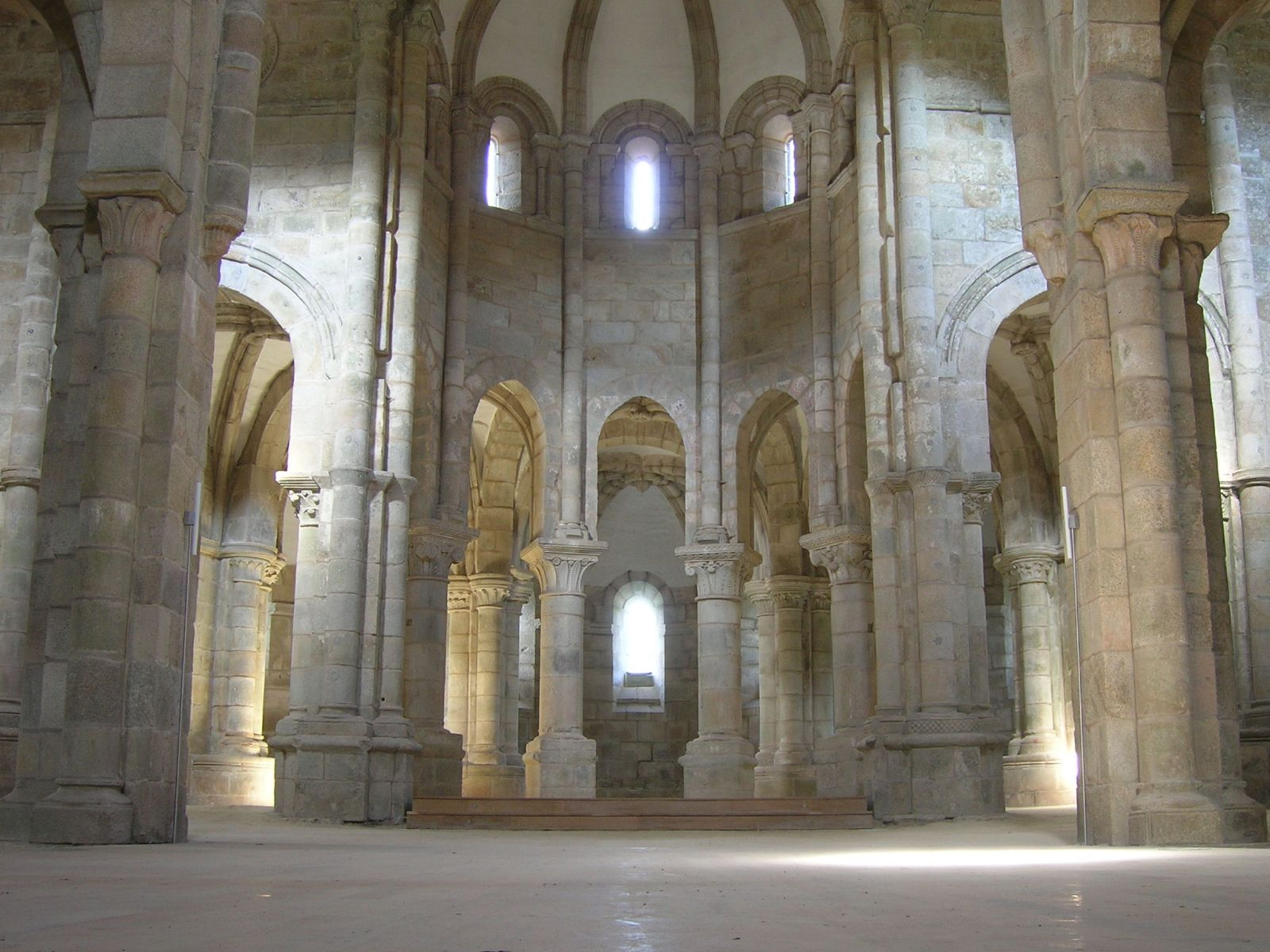
Interior de l'església del monestir

Segons els documents històrics, existia al lloc una ermita propietat d'un tal «Egica», que va ser comprada pels comtes Gonzalo Betótez i la seva esposa la comtessa Teresa Ériz, filla del comte de Lugo Ero Fernández, l'any 939, segons l'escriptura de fundació del monestir, actualment perduda però que va conèixer el pare Yepes, historiador del monestir de San Martín Pinario.
Els comtes van finançar la construcció d'un cenobi, segons les regles de l'època, del qual va ser primer abat un tal Félix i consagrat pel bisbe de Lugo Ero i pel de Mondoñedo, sant Rossend. L'església va ser proveïda des del començament amb importants relíquies, que van propiciar l'arribada de pelegrins, de sant Llorenç, titular del monestir, sant Hipòlit, sant Pelagi, sant Vicenç, sant Joan Baptista, sant Joan evangelista, sant Tomàs, sant Pere i sant Martí de Porres, així com una espina de la corona de Crist en la creu.
Mort el comte, la seva vídua Teresa va pregar al rei Ramir I d'Astúries que prengués Carboeiro sota la seva protecció, fet que va proveir el monestir d'especials privilegis de la corona i la va col·locar sota la jurisdicció directa de Lleó durant la seva època de major prosperitat, des del segle x al xii; es constituí en abadia. Els hereus del comtat, especialment Aragonta, filla dels fundadors i esposa del rei Ordoni II de Lleó, van seguir defensant els drets territorials del monestir sobre les terres d'O Salnés.
En anys posteriors es van relaxar els costums del monestir i, finalment, el rei Beremund II va dispersar la comunitat i va portar al lloc a dos preveres, Estrarico i Trasuario, per dur-hi una vida retirada segons l'estil de sant Benet de Núrsia i la reforma de Benet de Aniana. Des d'aquest moment el cenobi va ser un dels més influents de Galícia, amb dominis sobre diverses poblacions i importants abats, entre els quals destaca San Fragildo. El 1209, l'abat Ferran va inaugurar l'església, en estil romànic de transició al gòtic.
Des de l'any 1267 es tenen poques notícies sobre Carboeiro i cap a 1500, després de la reforma dels ordes religiosos afavorida pels reis Catòlics i promulgada pels papes Innocenci VIII i Alexandre VI, San Lorenzo de Carboeiro va passar a ser un priorat dependent de l'abadia de San Martín Pinario, a Santiago de Compostel·la, al costat de l'antic priorat de San Isidro de Montes, reedificat el 1155. Carboeiro es converteix en una granja habitada per dos monjos dedicats al control de la hisenda, el cobrament de rendes i la vida espiritual dels habitants de l'entorn.
Després de la desamortització de Mendizábal, el monestir va passar a ser propietat particular, temps en el qual es va perdre la teulada i va patir diversos espolis, que van provocar el seu estat ruïnós al segle xx. Des de 1974 s'hi han realitzat diversos treballs de restauració, que han permès que sigui visitable des de 2006 i que es realitzin diversos tallers educatius.

## Galeria d'imatges

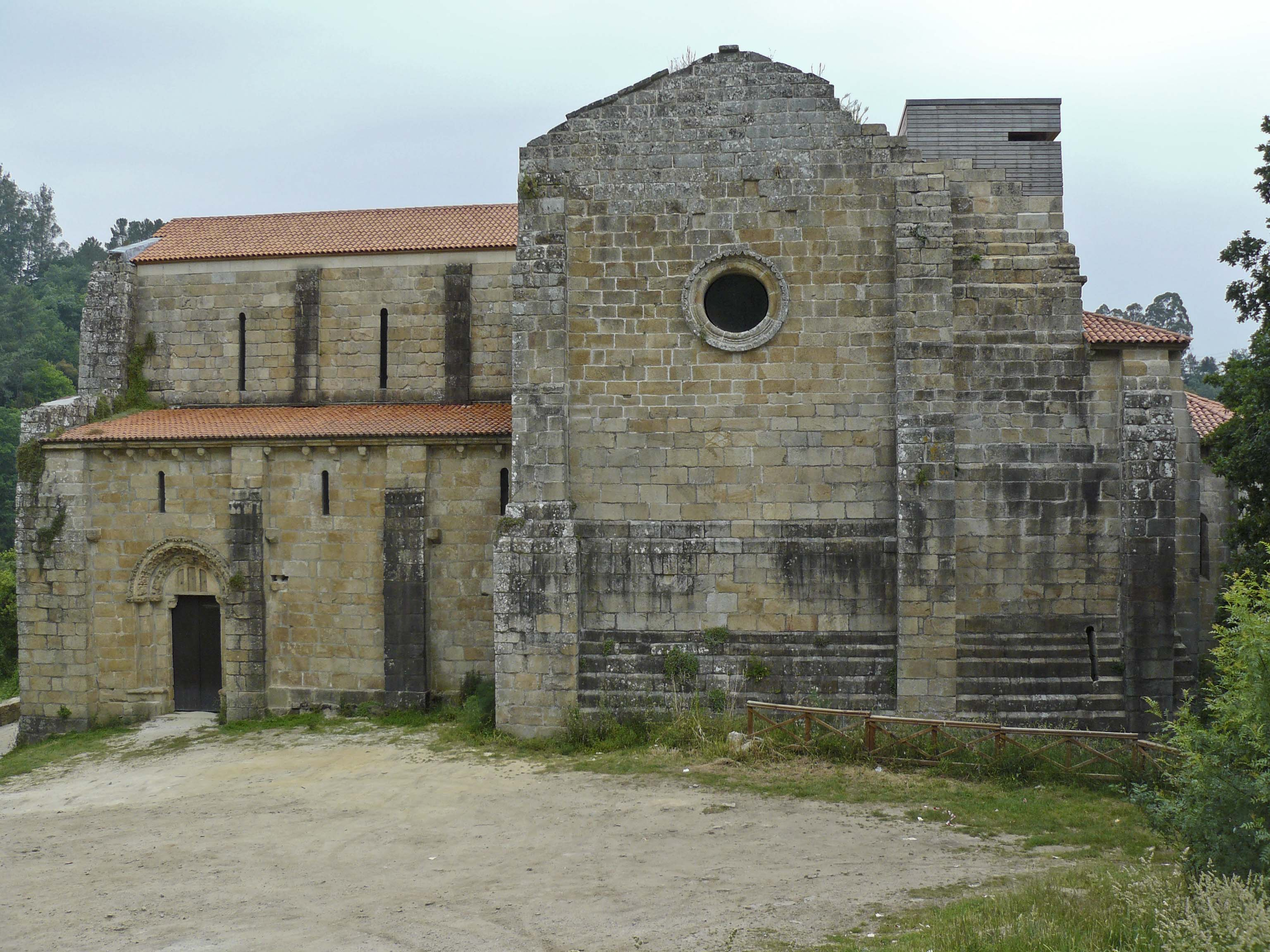
Costat sud del monestir
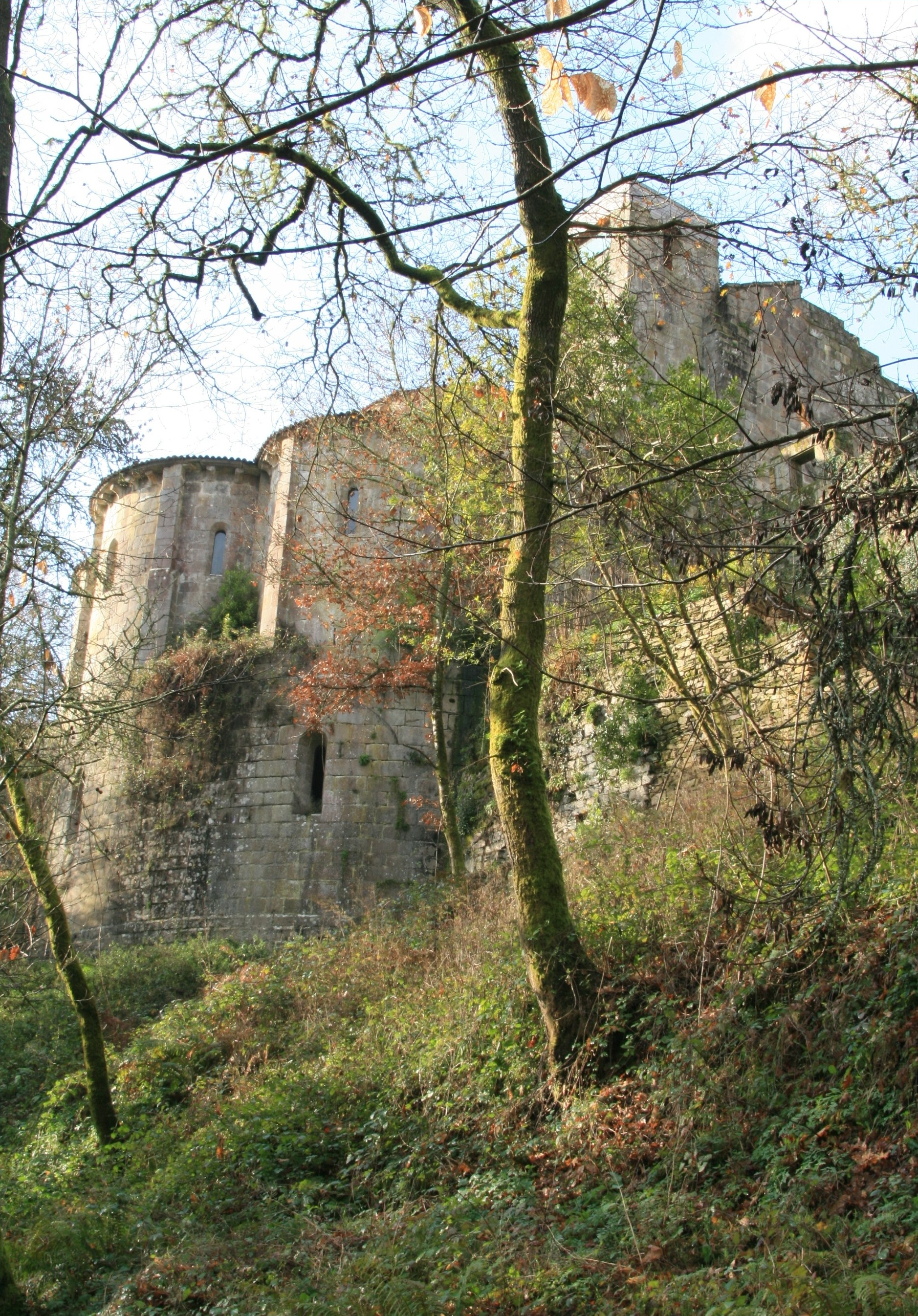
El monestir des del riu Deza
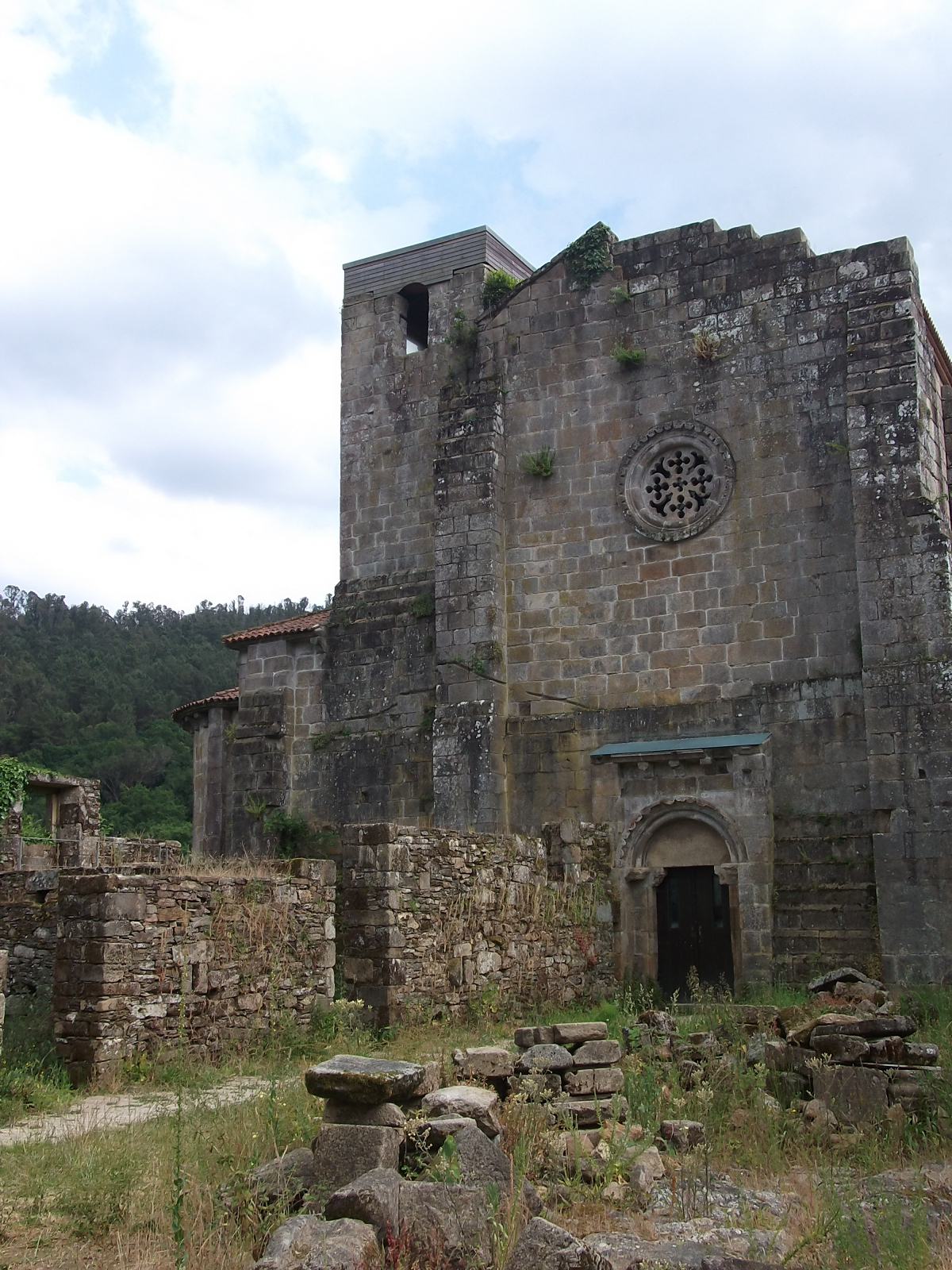
Vista exterior i restes de dependències monàstiques
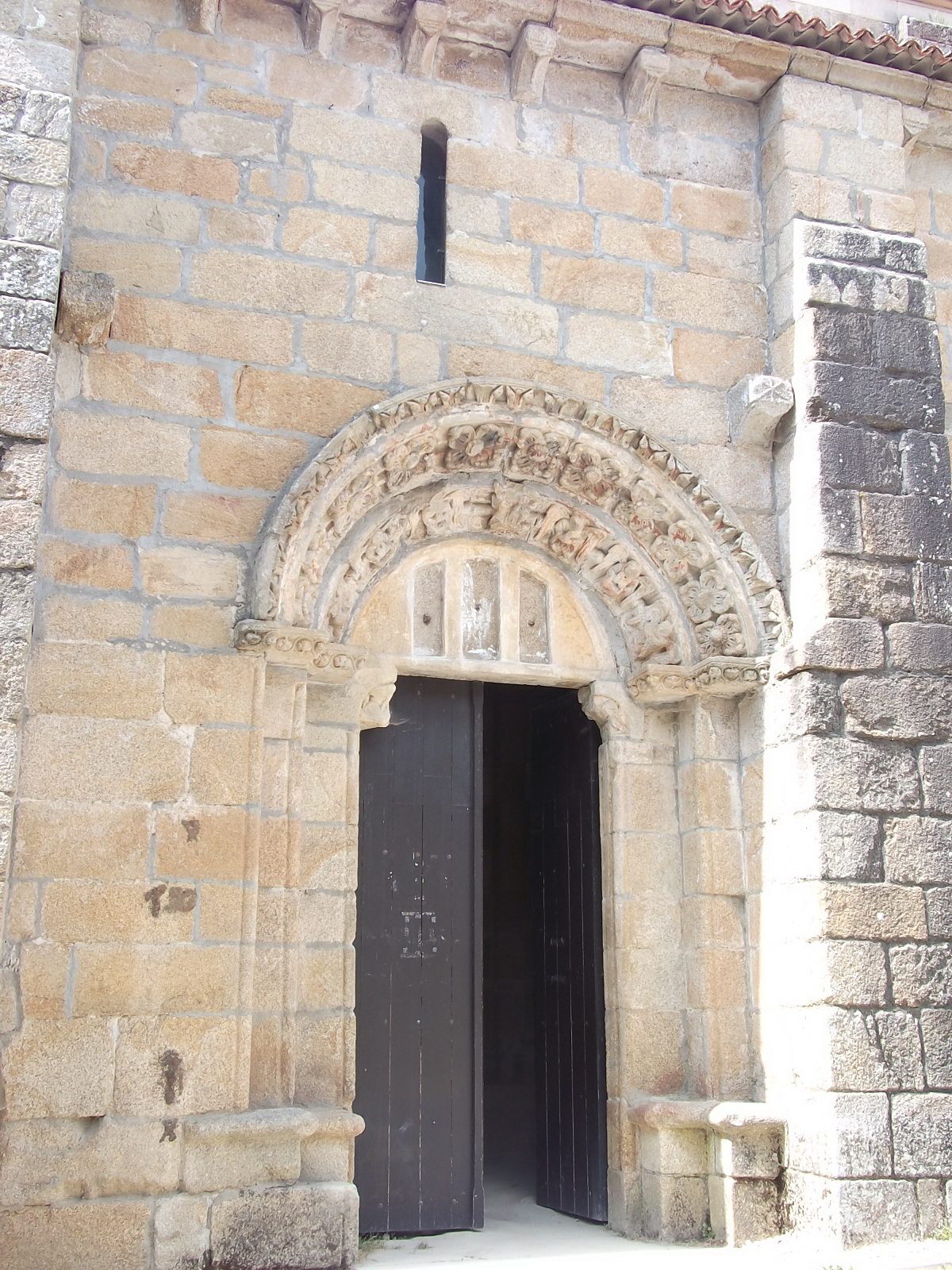
Porta d'entrada actual
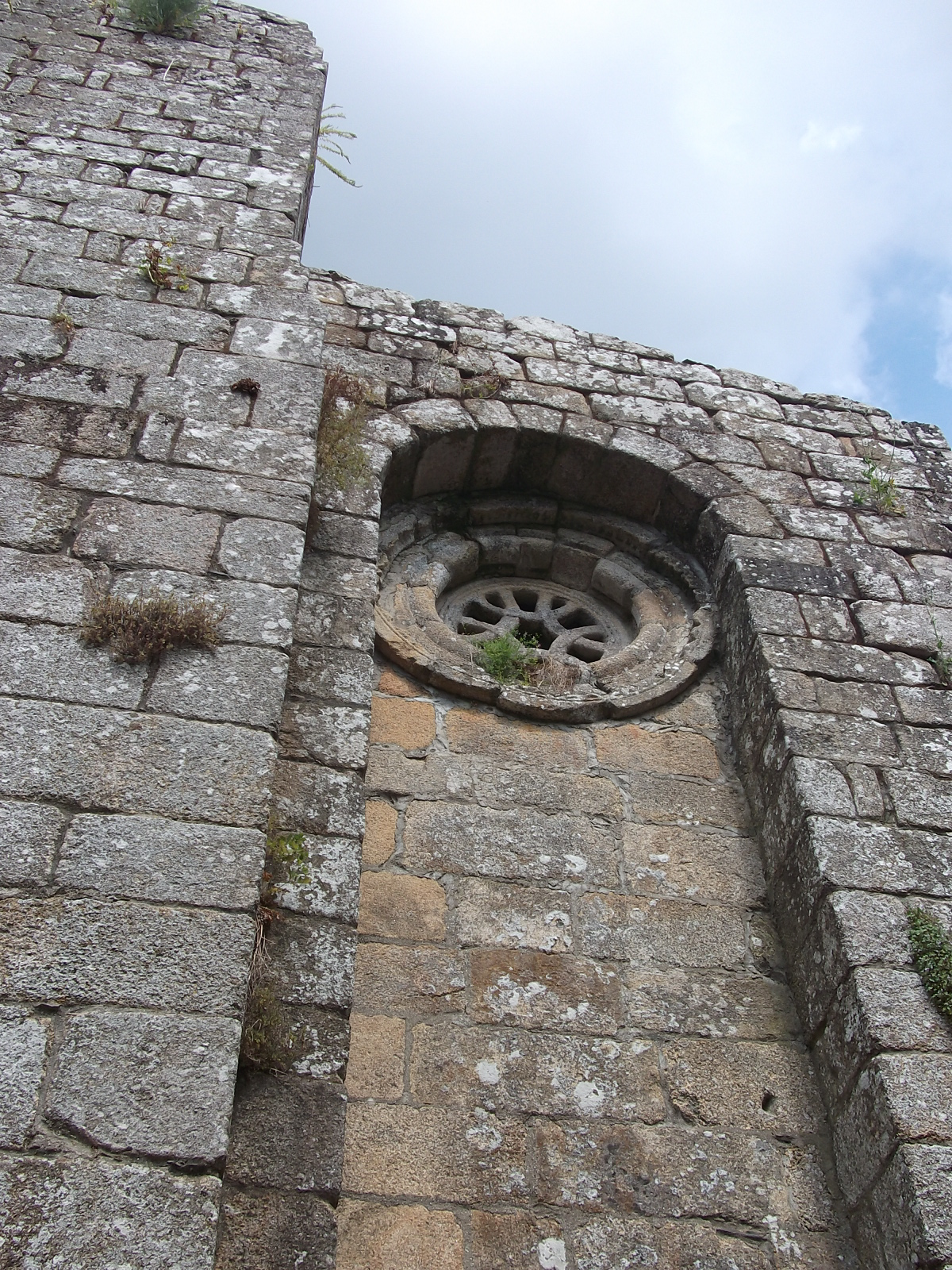
Vista exterior amb rosassa del costat de l'epístola
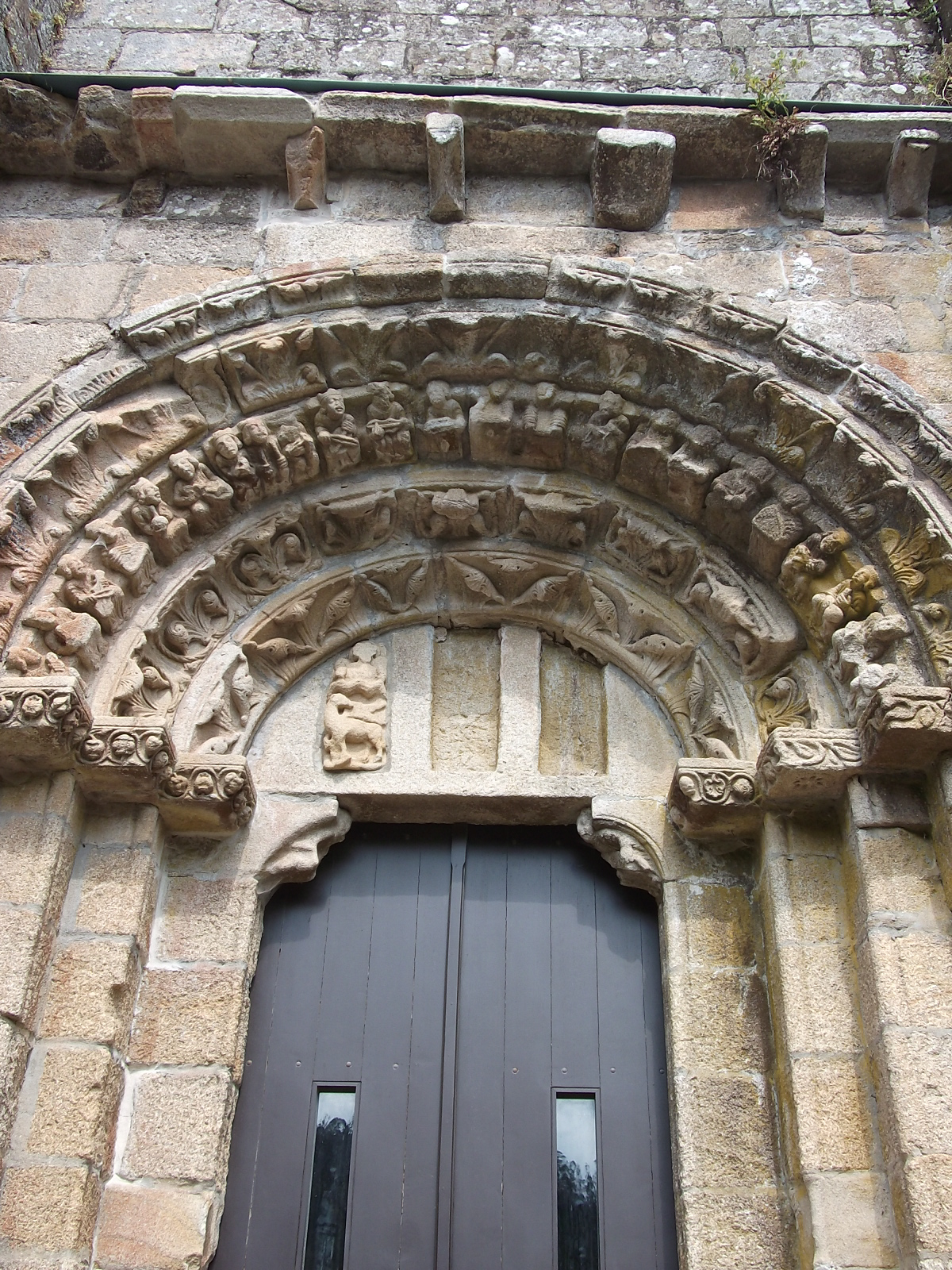
Porta de la nau central
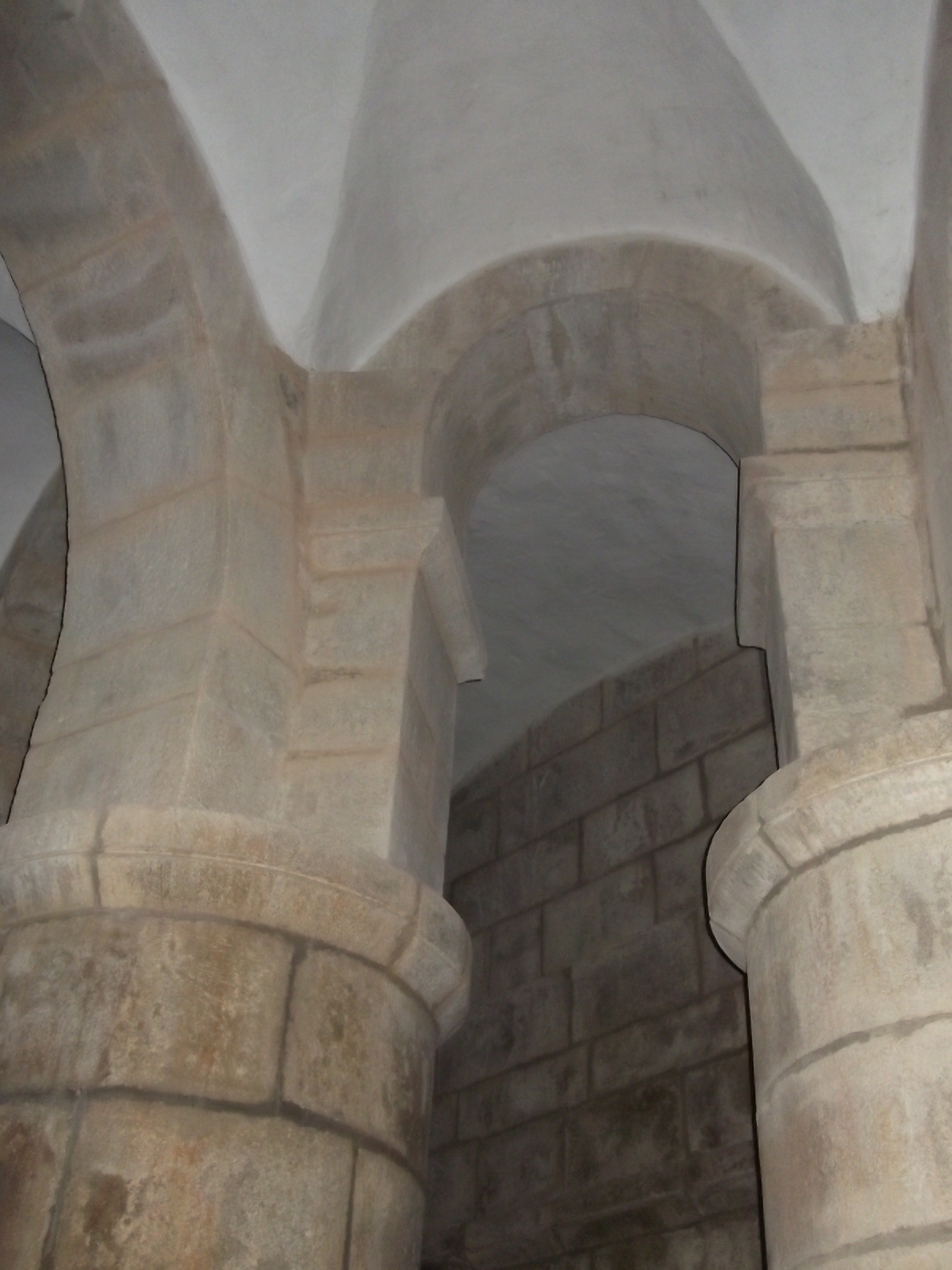
Cripta interior
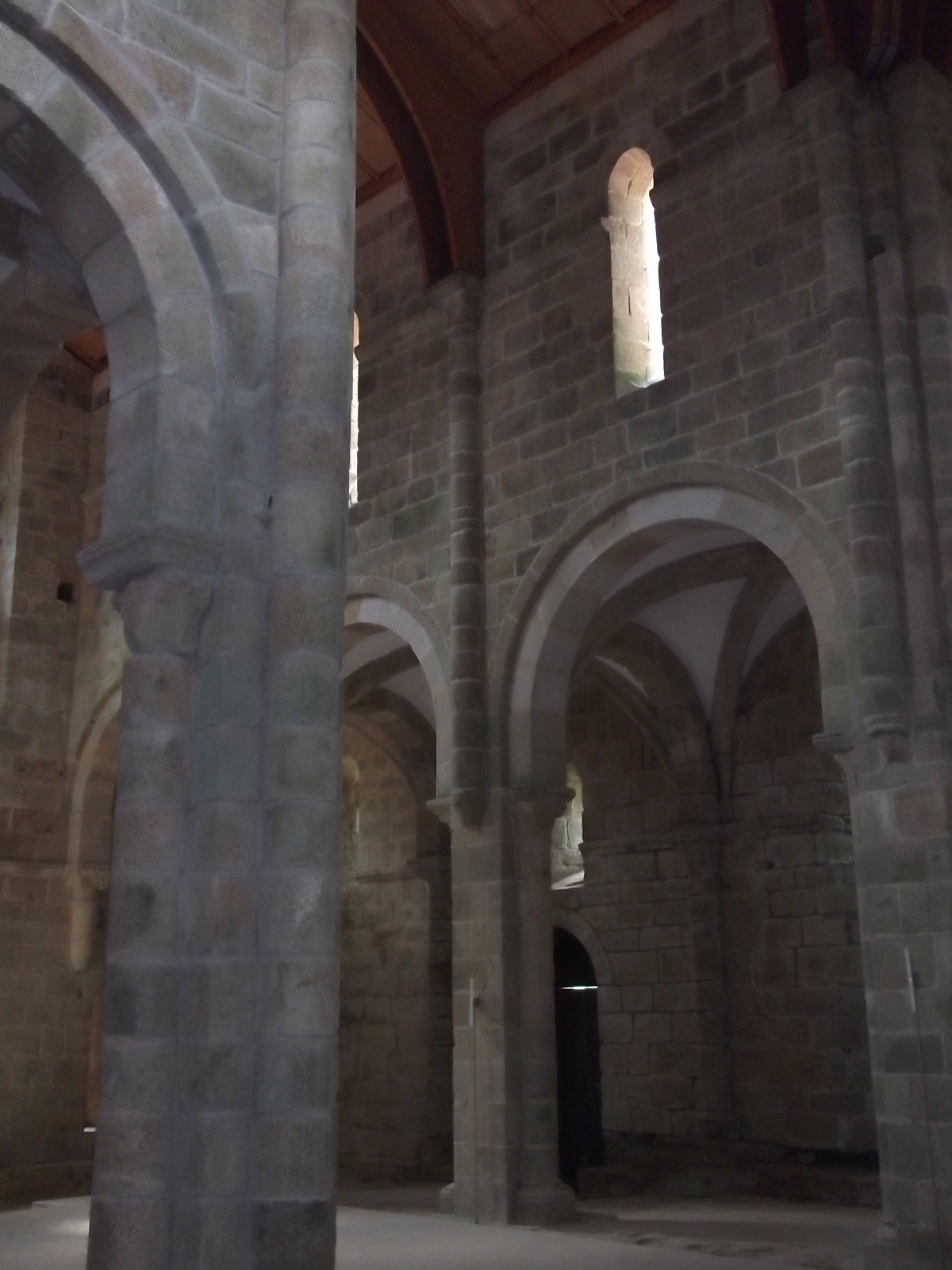
Nau central des del costat de l'epístola
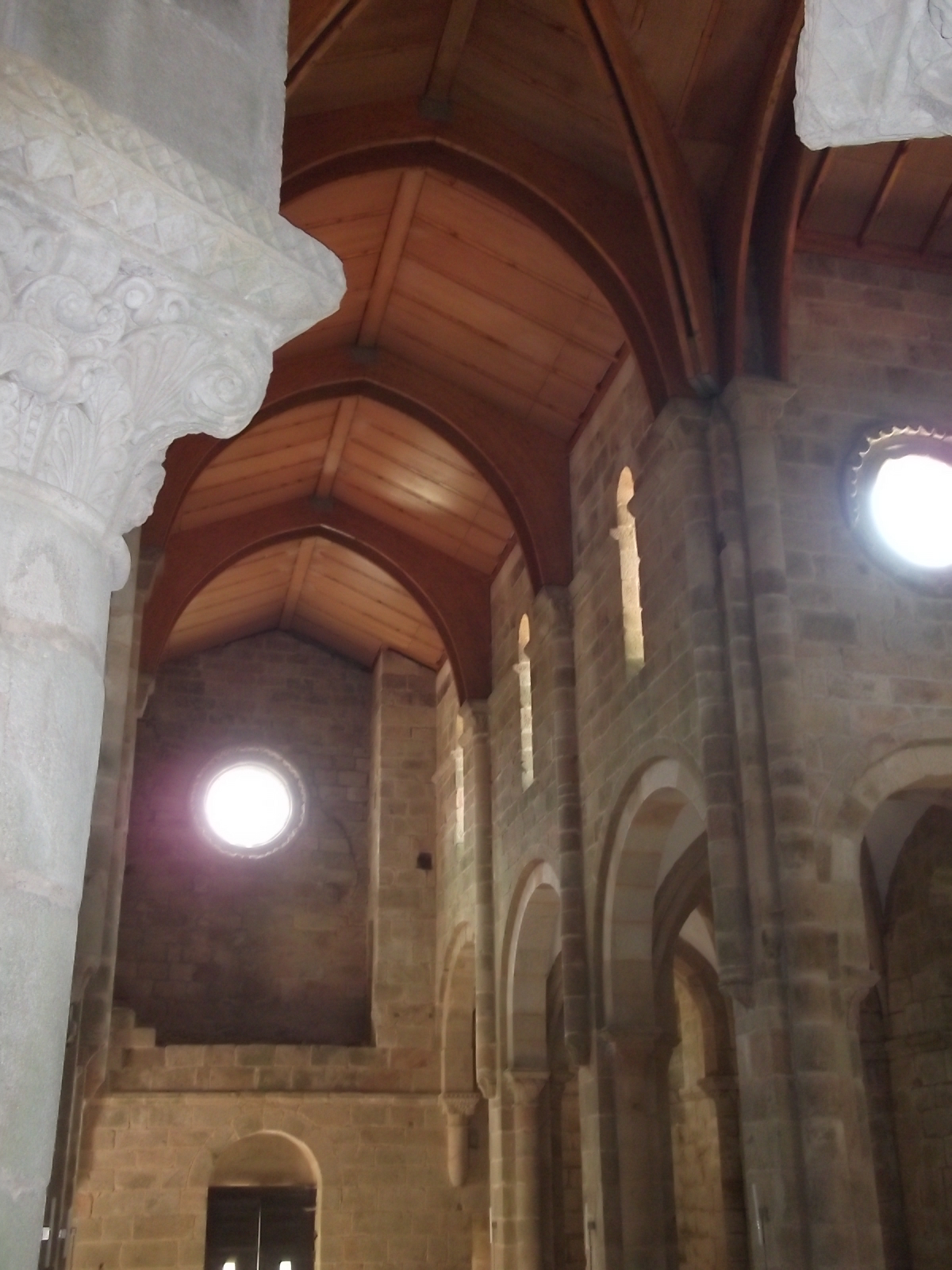
Teulada restaurada i interior
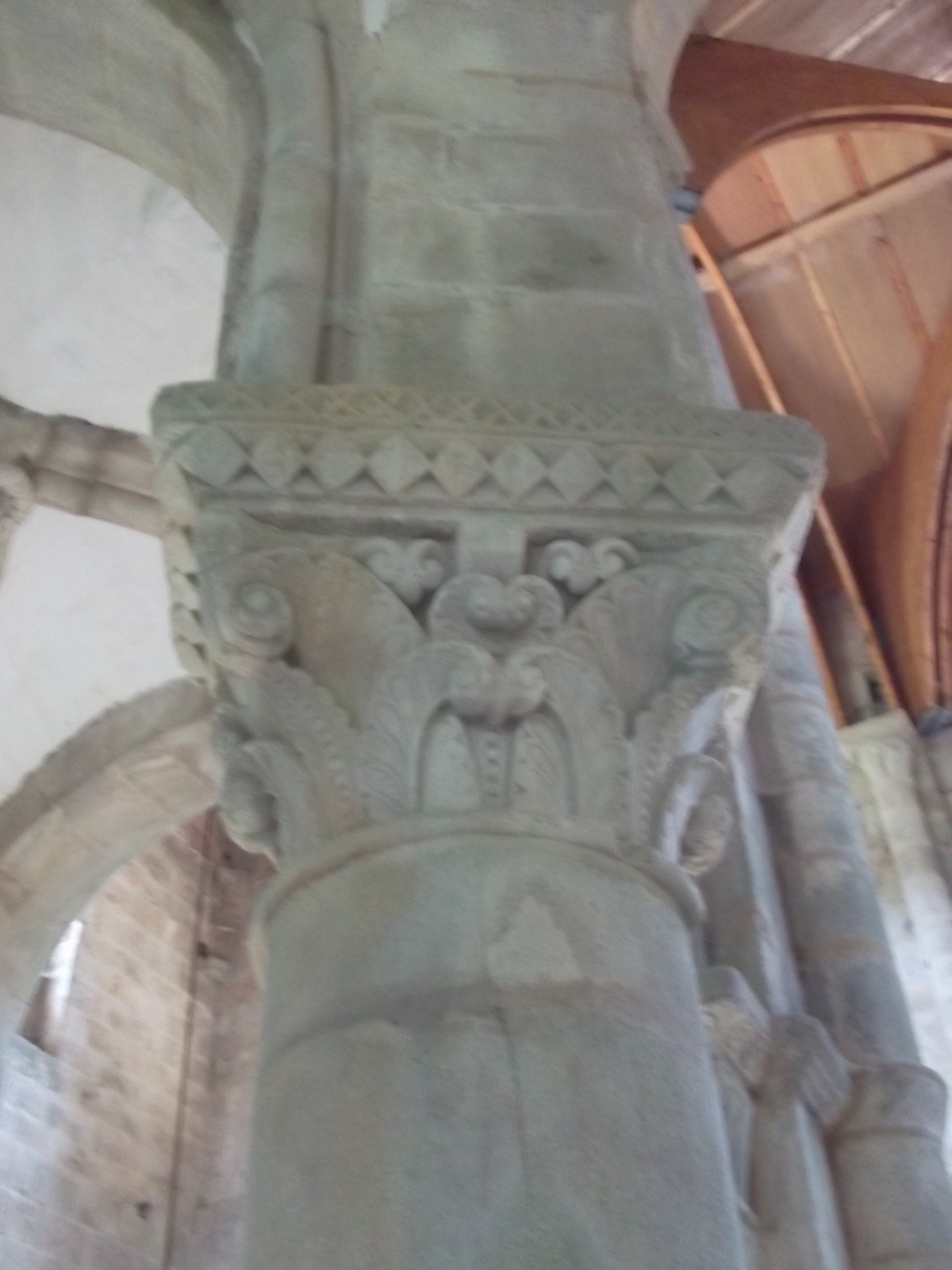
Capitell amb motius vegetals
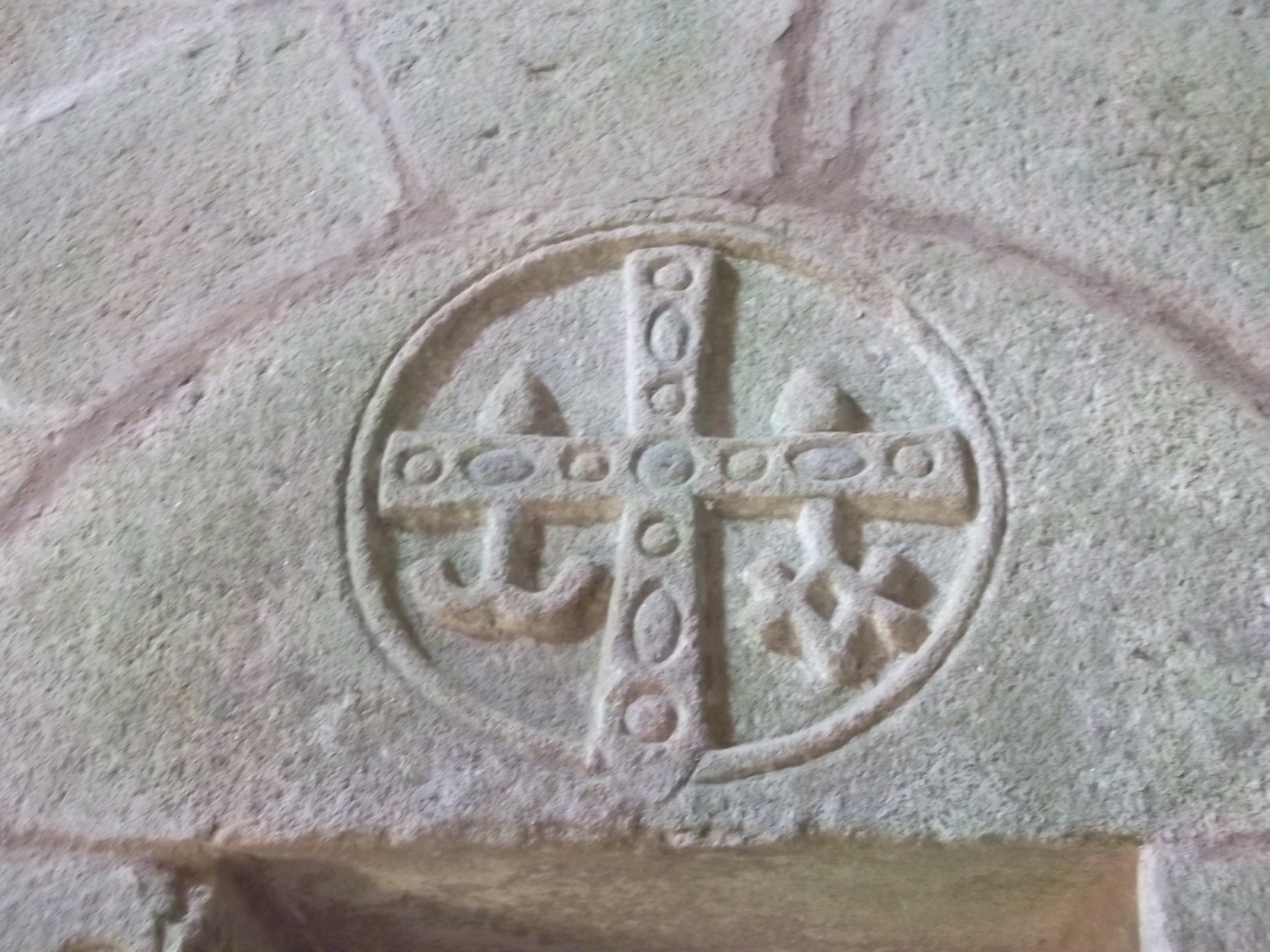
Escut en la llinda de l'escala de baixada a la cripta
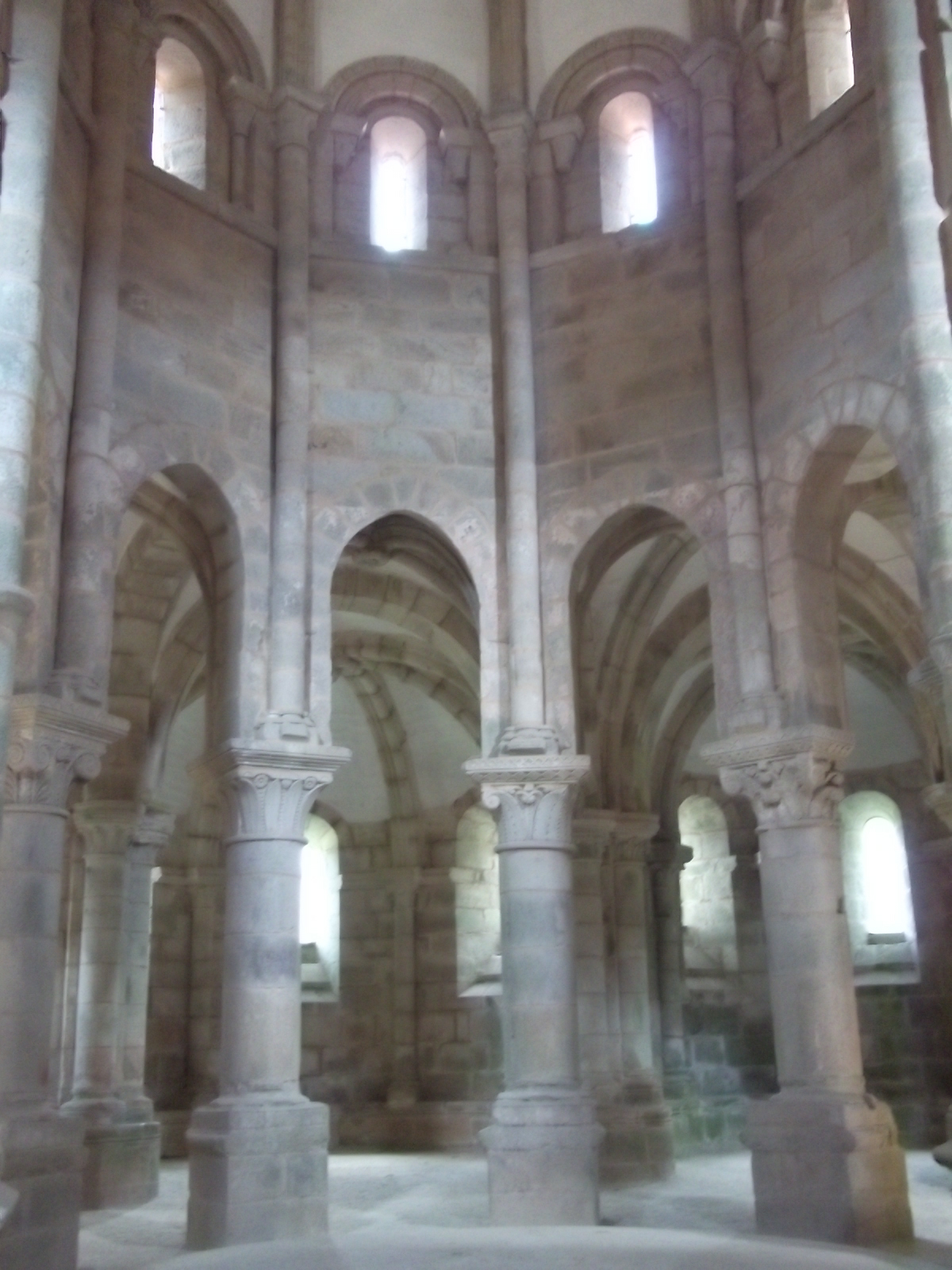
Deambulatori